# Israël au Concours Eurovision de la chanson 2018
Israël est l'un des quarante-trois pays participants du Concours Eurovision de la chanson 2018, qui se déroule à Lisbonne au Portugal. Le pays est représenté par Netta Barzilai, sélectionnée via l'émission Hakochav HaBa L'Eurovizion. La chanson, intitulée Toy, a quant à elle été sélectionnée en interne.
Le 12 mai 2018, lors de la finale, Israël gagne le Concours pour la quatrième fois de son histoire, remportant 529 points.

## Sélection

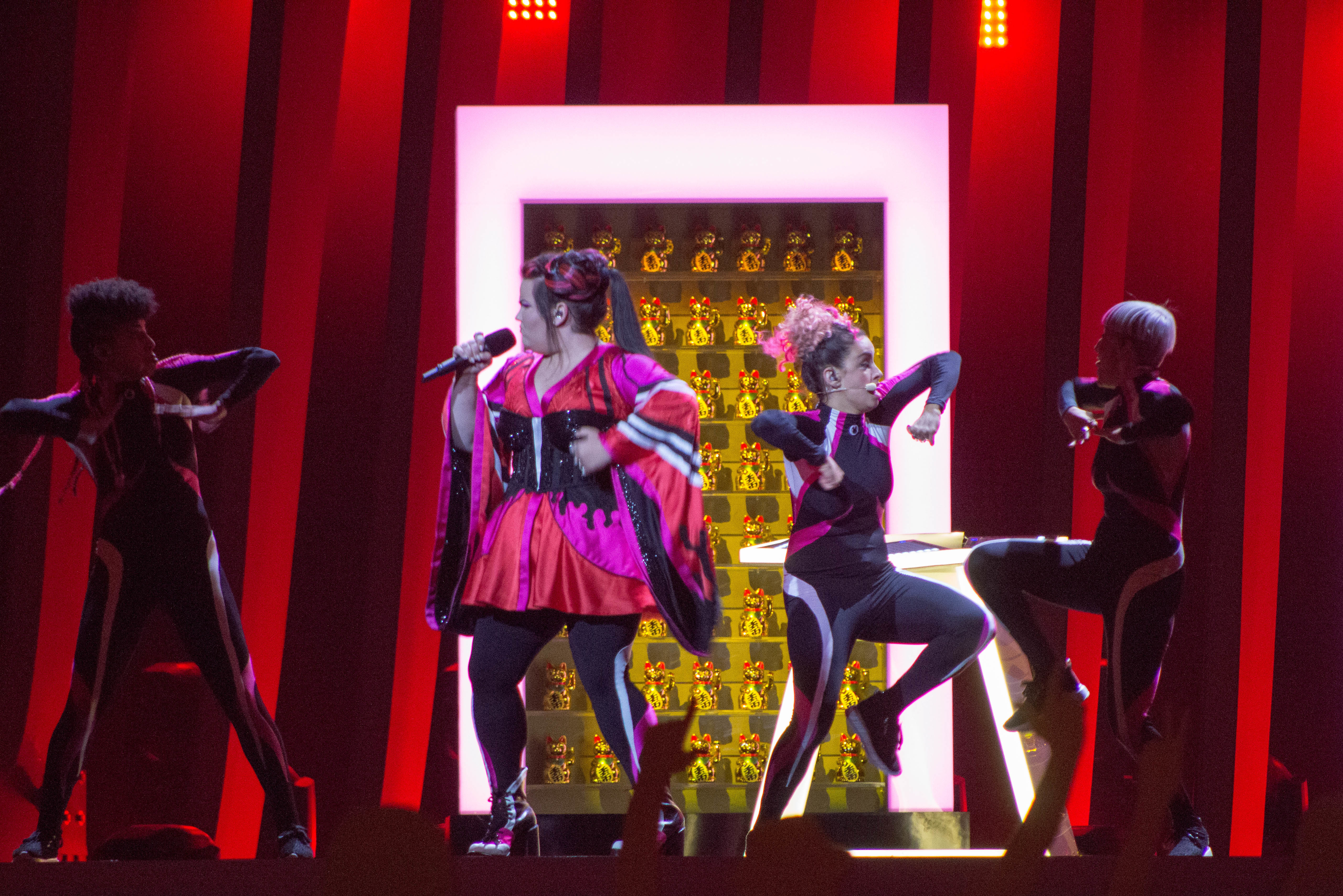
Répétition de la prestation de Netta Barzilai avant la première demi-finale du Concours Eurovision de la chanson 2018 à Lisbonne.

Malgré la fermeture du diffuseur IBA, seul membre israélien de l'UER, la participation d'Israël a été confirmée le 3 octobre 2017. Le diffuseur KAN ayant déposé sa candidature d'adhésion à l'UER, cette dernière a fait une exception et décidé d'inviter un diffuseur non-membre, situation similaire à celle de la Grèce en 2014. Le représentant du pays serait sélectionné grâce à l'émission Hakochav HaBa L'Eurovizion.
Le 13 février 2018, l'émission Hakochav HaBa est remportée par Netta Barzilai, qui représentera donc Israël à l'Eurovision 2018. Sa chanson, Toy, est présentée le 11 mars 2018.

## À l'Eurovision
Israël a participé à la première demi-finale, le 8 mai 2018. Arrivé en première place avec 283 points, le pays se qualifie pour la finale du 12 mai 2018. Lors de la finale, Israël remporte le Concours avec un total de 529 points. C'est la quatrième fois qu'Israël gagne le Concours, la victoire précédente remontant à 1998.